# Tercé
Tercé ist eine französische Gemeinde mit 1.134 Einwohnern (Stand: 1. Januar 2022) im Département Vienne in der Region Nouvelle-Aquitaine (vor 2016: Poitou-Charentes); sie gehört zum Arrondissement Poitiers und zum Kanton Chasseneuil-du-Poitou (bis 2015: Kanton Saint-Julien-l’Ars). Die Einwohner werden Tercéens genannt.

## Geographie
Tercé liegt etwa 18 Kilometer ostsüdöstlich von Poitiers. Umgeben wird Tercé von den Nachbargemeinden Saint-Julien-l’Ars im Norden und Nordwesten, Pouillé im Nordosten, Valdivienne im Osten und Südosten, Fleuré im Süden sowie Savigny-Lévescault im Westen.

## Bevölkerungsentwicklung
| Jahr                      | 1962 | 1968 | 1975 | 1982 | 1990 | 1999 | 2006 | 2013 |
| Einwohner                 | 630  | 647  | 598  | 826  | 952  | 1015 | 1055 | 1115 |
| Quelle: Cassini und INSEE |      |      |      |      |      |      |      |      |

## Sehenswürdigkeiten
- Kirche
- Herrenhaus La Thibaudière aus dem 16./17. Jahrhundert